# Bahnhof Čadca
Der Bahnhof Čadca (Železničná stanica Čadca) ist ein Bahnhof in der slowakischen Stadt Čadca. Durch den Bahnhof verläuft die zweigleisige Bahnstrecke Žilina–Bohumín. Er ist gleichzeitig ein regionaler Eisenbahnknoten, mit der abzweigenden Bahnstrecke Čadca–Zwardoń bahnrechts und der bahnlinks abzweigenden Bahnstrecke Čadca–Makov, die über einen eigenen Bahnsteig südlich des Empfangsgebäudes angeschlossen ist.

## Lage
Der Bahnhof befindet sich nordöstlich des Stadtzentrums von Čadca an der Straße Staničná, zwischen dem Busbahnhof und der Cesta I. triedy 11 („Straße 1. Ordnung“) westlich und einem Teilstück der Autobahn D3 östlich des Bahnhofs.

## Geschichte
Der Bahnhof wurde am 8. Januar 1871 mit der Strecke Teschen–Sillein im Rahmen des Baus der Kaschau-Oderberger Bahn (Ks.Od.) im damaligen Österreich-Ungarn eröffnet und war zuerst ein reiner Durchgangsbahnhof. Zum Eisenbahnknoten wurde der Bahnhof mit der Eröffnung der Strecke Čadca–Zwardoń im November 1884, die den Bahnhof auf direktem Wege mit dem galizischen, heute polnischen Bahnnetz verband. Kurz vor dem Ersten Weltkrieg kam im Juli 1914 noch die Strecke Čadca–Makov hinzu.
Die Eisenbahninfrastruktur des Bahnhofs gehört heute der Železnice Slovenskej republiky (ŽSR). Die Züge werden von der Železničná spoločnosť Slovensko (ZSSK) betrieben.

## Kursbuchstrecken
- 127 Žilina–Mosty u Jablunkova (ČD)
- 128 Čadca–Makov
- 129 Čadca–Zwardoń (PKP)